# Droga wojewódzka nr 913
Droga wojewódzka nr 913 (DW 913) – droga wojewódzka będąca najkrótszą trasą łączącą południową część powiatu będzińskiego z Międzynarodowym Portem Lotniczym Katowice w Pyrzowicach i DK 78. Stanowi jednocześnie trasę alternatywną dla drogi S1.
Trasa, a konkretnie jej odcinek od Celin do łącznika z portem lotniczym odgrywa także ważną rolę jako droga dojazdowa do lotniska dla mieszkańców Bytomia i powiatu tarnogórskiego (pośrednio z DK 78 i Północną Obwodnicą GOP).